# Flanger
Il flanger è un effetto musicale elettronico realizzato mediante l'impiego di una linea di ritardo, con tempi sensibilmente elevati (fino a qualche decina di millisecondi), attraverso cui viene fatto passare il segnale da trattare. Il segnale ritardato viene miscelato col segnale originale dando luogo alla cancellazione di quelle frequenze che si trovano in opposizione di fase (effetto Comb filter, o Filtro a Pettine, per la caratteristica forma del segnale trattato quando osservato all'analizzatore di spettro).
Il suono risultante presenta picchi di risonanza e punti di assenza del segnale audio; modulando il tempo di ritardo della linea di ritardo mediante un LFO con periodo molto lungo (sotto il secondo), l'effetto sarà di evanescenza sull'intera gamma dello spettro audio, simile al rumore di un aereo a reazione che passa nelle vicinanze.
Ulteriormente, introducendo una percentuale di retroazione (feedback) sulla linea di ritardo, dati i tempi molto lunghi impiegati, si produce un aumento del fattore di merito ("Q") giungendo progressivamente ad un effetto Larsen. In queste condizioni il suono trattato dal flanger risulterà molto filtrato e tendenzialmente metallico.
Deve il suo nome alla tecnica con cui venne realizzato, per casuale scoperta, negli anni cinquanta: il tecnico del suono Larry Levine, per rinforzare il tono di voce della cantante Toni Fisher nel brano The Big Hurt, riprodusse in sincrono imperfetto due copie dello stesso nastro con due registratori, premendo con un dito la flangia (flanging) della bobina debitrice di uno dei due per provocare un ritardo di fase. La miscelazione delle due tracce audio così sfasate diede origine all'effetto in questione.